# الخاتم الأوحد
الخاتَم، المَعروف أيضاً بخاتَم القُوَّة والْخاتَم الحاكِم وهَلاك إسيلدور والغَالي (بواسطة «غولوم»)، هو عنصر أساسي في ملحمة سَيدُ الخَواتم للمؤلفه «ج.ر.ر.تولكين». ظهر لأول مرة في قصة الهوبيت (1937) كخاتم سحري يمنح مُرتديها القدرة على الأختفاء. قام تولكين بتغييره إلى خاتم من خواتم القوة وأعاد كتابة أجزاء من الهوبيت لتتناسب مع السرد الموسع للقصة. تصف كُتب سيد الخواتم سعي الهوبيت «فرودو باجنز» لتدميره.
قارن المُختصين القصة بالحبكة المُستندة إلى أوبرا «ريتشارد فاجنر» (خاتم النيبلنغين). نفى تولكين أي صلة بَين الاثنين. مصدر آخر هو تحليل تولكين لـ«نودينز»، وهو إله وثني غامض له معبد في حديقة ليدني، حيث درس تولكين النقوش اللاتينية، أحد هذه النقوش يحتوي على لعنة «لص الخاتم». تم رسم أوجه تشابه أخرى مع «خاتم ييجس» الذي ذكره «أفلاطون» في كتابه (الجمهورية)، والذي منح مُرتديه القُدرة على الأختفاء. رفض تولكين فكرة أن القصة كانت قصة رمزية، قائلاً إن قابلية تطبيق أحداث الرواية على مواقف مثل الحرب العالمية الثانية والقنبلة الذرية مسألة تخص القراء.

## الوصف

### الغاية
صاغ سيدُ الظلام «ساورون» الْخَاتَم الأوحد خلال العَصر الثاني للسيطرة على الشٌعوب الحرة في الارض الوسطى. متنكرا في شكل أناتار، قام بمُساعدة الحداد الإلفن «سيليبريموبور» زعيم إريجون في صنع خواتم القوة. ثم قام بتشكيل الْخَاتَم الأوحد في نيران جَبل دوم. قصد «ساورون» للْخَاتَم الأوحد أن يكون أقوى من بين جميع خواتم القوة، قادر على السيطرة والتحكم في أولئك الذين يرتدون البقية. ولغرض تحقيق هذا الهدف اضطر «ساورون» لوضع قوته في الْخَاتَم الأوحد. أدى إنشاء الخاتم إلى تقوية وإضعاف «ساورون» في نفس الوقت. باستخدام الخاتم، يمكنه التحكم في قوة جميع خواتم القوة الأخرى، ولكن من خلال ربط قوته داخل الْخَاتَم، أصبح «ساورون» معتمدًا عليه بالكامل.

### المظهر
صُنع الْخَاتَم الأوحد من الذهب، لكنه منيعًا تمامًا من التَدمير، حتى لنيران التنين (على عكس الحلقات الأخرى). يمكن تدميره فقط من خلال رميها في فوهة جبل دوم البركاني حيث تم صياغته. على عكس خواتم القوة الأخرى، لم يحمل الْخَاتَم الأوحد جوهرة. يمكن أن يتغير حجمه، وربما وزنه، ويمكن أن يتوسع فجأة ليهرُب من مرتديه. يمكن تحديد هويته من خلال وضعه في النار، عِندها يعرض نقشًا ناريًا كُتبَ في الكلام الأسود الذي ابتكره «ساورون».

عندما قطع «إسيلدور» الخاتم من يد «ساورون»، كان الجو حارًا، وكان نقشه مقروءًا؛ فكتبه «إسيلدور» قبلَ أن يتلاشى. علم «غاندالف» بنقش الخاتم من خلال «إسيلدور»، وقام بتسخين خاتم «فرودو» لعرض النقش، مما أثبتَ أن هذا هو الْخَاتَم الأوحد. تلا «غاندالف» النقش في الكلام الأسود في مجلس إلروند، مما تسبب في خوف الجميع:
كان التغيير في نَبرة صوت الساحر عَجيبة. فجأة أصبح ثقل الشر، قويًا، قاسيًا كالحجر. بدا أن الظل يمر فوق أشعة الشمس الساطِعة، وأظلم الشرفة للحظة. ارتجف الجميع، وسد الإلفن آذانهم.
| الكلام الأسود   | ترجمة |
| Pronunciation ⓘ | خـاتـمْ واحِـد لـيَـحـكُـمـهُـم جَـمـيعًـا، خـاتـمْ واحِـد لـيَـجِـدهُـم، خـاتـمْ واحِـد لـيُـحـضِـرهُم جَـمـيـعًـا وفـي الـظـلام يُـقـيـدهُـم. |

## التاريخ
بعد صياغة الْخَاتَم الأوحد، شن «ساورون» حربًا على الجان. دمر مملكة إريجون وقتل «كيليبريمبور»، صانع خواتم الجان الثلاثة. أرسل الملك «تار-ميناستير» ملك جزيرة البشر أسطولًا كبيرًا إلى الارض الوسطى، وبهذه المساعدة دمر «جيل-جلاد» جيش «ساورون» وأجبر الأخير على العودة إلى موردور.
في وقت لاحق، هبط «أر-فارزون»، آخر وأقوى ملوك نومينور، في مستعمرة أومبار الساحلية بجيش هائل، مما أجبر جيوش «ساورون» على الفرار. تم نقل «ساورون» إلى نومينور كسجين. كتب تولكين في رسالة عام 1958 أن الاستسلام كان «طوعيًا وماكرًا» حتى يتمكن من الوصول إلى نومينور. استخدم «ساورون» خوف سكان نومينور البشريين من الموت لتحويلهم ضد الفالار، والتلاعب بهم من أجل عبادة سيده، «مورغوث»، مع التضحيات البشرية. تم تدمير جسد «ساورون» في سقوط نومينور، لكن روحه عادت إلى الارض الوسطى وشغلت الْخَاتَم الأوحد في حرب مُتجددة ضد التحالف الأخير من الإلفن والرجال.
دمر «جيل-جلاد» و«إلينديل» جسد «ساورون» المادي في نهاية التحالف الأخير، دافعين الثَمن بحياتهم. قطع «إسيلدور»، ابن «إلينديل»، الخاتم من يد «ساورون» على منحدرات جبل الهلاك. على الرغم من نصحه بتدمير الخاتم، إلا أنه تأثر بقوته واحتفظ به «كديّة لموت أبيه وأخيه». بعد بضع سنوات، تعرض «إسيلدور» لكمين من قبل مجموعة من الأورك على ضفاف نهر أندوين بالقرب من حقول غلادين. ارتدى «إسيلدور» الخاتم من أجل الهروب، ألا أن الخاتم اختار أن ينزلق من إصبعه وهو يسبح، فقُتل «إسيلدور» على يد الأورك. نظرًا لأن الخاتم تسبب في وفاة «إسيلدور» بشكل غير مباشر، فقد عُرِف في تقاليد الجوندوريين باسم «هَلاك إسيلدور».
ظل الخاتم مختبئًا في قاع النهر لما يقرب الألفي عام ونصف، حتى تم اكتشافه في رحلة صيد بواسطة هوبيت يُدعى «دياغول» مع صديقه وقريبه «سميغيل»، الذي ذهب للصيد معه، وقع الأخير على الفور في شرك قوة الْخَاتَم الأوحد وطالب «دياغول» بمنحه إياه «كهدية عيد ميلاد»؛ وعندما رفض «دياغول»، أقدمَ «سميغيل» على خنقه وأخذ الخاتم. لقد أفسد الخاتم جسده وعقله، وحوله إلى «غولوم» الوحشي. تلاعب الخاتم بـ «غولوم» ليختبئ في كهف تحت جبال الضباب بالقرب من ميركوود، حيث بدأ «ساورون» في الظهور. بقي «غولوم» هناك لما يقرب من 500 عام، مُستخدمًا الخاتم في صيد الأورك. في النهاية تخلى الخاتم عن «غولوم»، مدركًا أنه لن يغادر الكهف أبدًا ما دام «غولوم» يحمله.
كما ذُكر في الهوبيت (1937)، وجد «بيلبو» الخاتم بينما كان مفقودًا في الأنفاق بالقرب من عرين «غولوم». في الإصدار الأول، عرض «غولوم» تسليم الْخَاتَم إلى «بيلبو» كمكافأة للفوز بلعبة اللغز. عندما كان تولكين يكتب سيد الخواتم، أدرك أن قبضة الخاتم على «غولوم» لن تسمح له أبدًا بالتخلي عنها طواعية. لذلك قام بمراجعة الهوبيت: في الإصدار الثاني، بعد خسارة لعبة اللغز أمام «بيلبو»، ذهب «غولوم» للحصول على «الْغَالي» (اسم الْخَاتَم الأوحد حسب «غولوم») لمساعدته على قتل وأكل «بيلبو»، لكنه وجد الخاتم مفقودة. استنتاجًا من سؤال «بيلبو» الأخير - «ما الذي أحمله في جيبي؟» - أن «بيلبو» قد وجد الخاتم، طارده «غولوم» عبر الكهوف، ولم يدرك أن «بيلبو» قد اكتشف قوة الاختفاء التي يمنَحُها الخاتم وكان يتبعه إلى فم الكهف. نجا «بيلبو» من «غولوم» والعفاريت من خلال بقائه غير مرئي، لكنه اختار ألا يُخبر «غاندالف» والأقزام أن الخاتم جعله غير مرئي. وبدلاً من ذلك، أخبرهم بقصة أعقبت الإصدار الأول: أن «غولوم» قد أعطاه الخاتم وأظهر له طريق الخروج. شكَ «غاندالف» على الفور بالخاتم، وفي النهاية دفع «بيلبو» إلى الأعتراف بالقصة الحقيقية.
غادر «غولوم» في النهاية جبال الضباب لتعقب الْخَاتَم الأوحد. جاء به الأمر إلى موردور، حيث تم القبض عليه. قام «ساورون» بتعذيبه واستجوابه، وعلم أنه تم العثور على الخاتم وأخذه أحد الـ«باغينز» في أرض «شاير». بدأ الْخَاتَم الأوحد في إجهاد «بيلبو»، مما جعله يشعر «بالتمدد والنحافة»، لذلك قرر مغادرة المقاطعة، عازمًا على تمرير الخاتم إلى وريثه المعتمد «فرودو باجينز». لقد استسلم لفترة وجيزة لقوة الخاتم، حتى أنه وصفها بـ «الْغَالي» (كما فَعل «غولوم»)؛ بعد انزعاجه، تحدث «غاندالف» بشدة مع صديقه القديم لإقناعه من أجل التخلي عنه، وهو ما فعله «بيلبو»، ليصبح أول حامل خاتم يُسلمه طواعيًا.
بحلول هذا الوقت، استعاد «ساورون» الكثير من قوته، وأعيد بناء برج الظلام في موردور. تم إطلاق سراح «غولوم» من موردور، وتم القبض عليه من قبل «أراجورن». علم «غاندالف» من «غولوم» أن «ساورون» يعرف الآن مكان العثور على الخاتم. لمنع «ساورون» من استعادة خاتمه، انطلق «فرودو» وثمانية رفاق آخرين من ريفندل ألى موردور لتدمير الحلقة في نيران جبل دوم. أثناء البحث، سقط «فرودو» تدريجيًا تحت قوة الخاتم. عندما اكتشف هو وخادمه المخلص «ساموايز كامجي» «غولوم» في طريقهم و «روضوه» ليقودهم إلى موردور، بدأ «فرودو» يشعر بعلاقة مع المخلوق البائس، بينما كان «غولوم» يشعر بالارتياح تجاه لطف «فرودو» وبذل جهدًا للحفاظ على وعده. ومع ذلك استسلم «غولوم» لإغراء الخاتم، وخان «فرودو» للعنكبوت «شيلوب». مُعتقدًا بأن «فرودو» قد مات، حمل «ساموايز» الخاتم بنفسه لفترة قصيرة وواجه الإغراء الذي صاحبه.
أنقذ «ساموايز» «فرودو» من الأورك في برج سيريث أنجول. وصل الهوبيت إلى جبل دوم، تبعهم «غولوم»، حيث هزمهُ «فرودو» من خلال أستخدام قوة الخاتم وطالب بهِ لنفسه. في تلك اللحظة، قام «غولوم» بقضم إصبعه، واستعاد الخاتم، ولكن بأي ثَمن، وقع «غولوم» والخاتم في نيران جبل دوم. فدُمر الْخَاتَم الأوحد و«ساورون» مَعه.